# Knœrsheim
Knoersheim es una localidad y comuna francesa, situada en el departamento de Bajo Rin en la región de Alsacia.
| 149 | 150 | 144 | 136 | 174 | 173 |
| Para los censos de 1962 a 1999 la población legal corresponde a la población sin duplicidades (Fuente: INSEE [Consultar]) |     |     |     |     |     |